# Glena alpenata
Glena alpenata är en fjärilsart som beskrevs av Samuel E. Cassino 1927. Glena alpenata ingår i släktet Glena och familjen mätare. Inga underarter finns listade i Catalogue of Life.